# 沙桑
沙桑（法語：Chassant，法語發音：[ʃasɑ̃]）是法国厄尔-卢瓦省的一个市镇，位于该省西部，属于诺让勒罗特鲁区。该市镇总面积4.46平方公里，2009年时普查的人口數为322人。

## 交通
厄尔-卢瓦省省道D15线、D30线和D922线等在境内交汇。

## 人口
沙桑人口变化图示